# Taverny
Taverny – miejscowość i gmina we Francji, w regionie Île-de-France, w departamencie Dolina Oise.
Według danych na rok 1990 gminę zamieszkiwało 25 151 osób, a gęstość zaludnienia wynosiła 2,4 tys osób/km².